# Parafia Najświętszego Imienia Maryi w Harbutowicach
Parafia Najświętszego Imienia Maryi w Harbutowicach – parafia rzymskokatolicka należąca do dekanatu Sułkowice. Została erygowana w XIV wieku.